# Завещание профессора Доуэля
«Завещание профессора Доуэля» — советский цветной художественный фильм, поставленный на Киностудии «Ленфильм» режиссёром Леонидом Менакером по мотивам романа Александра Беляева «Голова профессора Доуэля». 
Премьера фильма в СССР состоялась в октябре 1984 года.

## Сюжет
Профессор Доуэль создал раствор для оживления частей тела и умер от обширного инфаркта миокарда. В завещании профессор просил оживить его с помощью раствора. Ассистент профессора доктор Корн подключил голову профессора к раствору, а тело оставил в автомобиле, автомобиль поджёг и сбросил с дороги за городом.
На похороны отца приехал Артур, сын профессора. В обгоревшем автомобиле Артур обнаружил вещь, принадлежавшую доктору Корну (именной портсигар), и передал её своему старому другу — участковому Бакстеру — как улику. Голова профессора сообщила доктору Корну код от банковского счёта профессора, в результате чего тот смог расплатиться с долгами.
Полиция попыталась задержать наркоторговцев в ресторане; в результате перестрелки погибли две женщины. Патологоанатом выписал свидетельства о смерти двух женщин и передал тела доктору Корну. Корн соединил голову от одного тела с туловищем от другого, получившуюся женщину назвал Евой и оживил с помощью раствора профессора. Голова Евы принадлежала певице из кабаре Монике Браун, а тело — подруге Артура, киноактрисе Анжелике Гай. Корн хотел научиться создавать живительный раствор; голова профессора была против и дважды давала Корну неправильную формулу.
Сын профессора увиделся с Евой, заподозрил доктора Корна в убийстве отца и передал участковому фотографии Евы. Полиция провела следственный эксперимент — автомобиль, похожий на машину профессора, был сброшен с дороги с куклой за рулём. Корну было предъявлено обвинение в убийстве профессора, однако ему пришлось показать участковому голову профессора и обвинения в убийстве были сняты.
На конференции врачей доктор Корн продемонстрировал Еву, и голова профессора выступала с помощью видеоконференцсвязи. Голова профессора не передала Корну формулу раствора и погибла с окончанием запаса раствора, изготовленного профессором ещё при жизни; такая же участь ждала Еву. Секрет живительного раствора так и остался неразгаданным, а сам Корн был разоблачён как преступник, но получил предложение сотрудничества.

## Отличия от романа
Действие перенесено из межвоенного Парижа в развитую англоязычную страну второй половины XX века. От романа остались только главные герои (с некоторыми изменениями имён и фамилий) и некоторые идеи, при этом фамилия одного из героев была немного изменена. Некоторые идеи, отсутствующие в романе (гибель донора головы в автокатастрофе, установка для оживления и поддержания жизни головы, оживляющий раствор), возможно, взяты из фильма «The Brain That Wouldn’t Die» (1962).

## В главных ролях
- Ольгерт Кродерс — профессор Доуэль
- Игорь Васильев — доктор Роберт Корн
- Валентина Титова — Мари Лоран
- Наталья Сайко — Анжелика Гай—Моника Браун—Ева

## В ролях
- Алексей Бобров — Артур Доуэль
- Николай Лавров — участковый Бакстер
- Александр Пороховщиков — доктор Гульд
- Эрнст Романов — профессор Ричардсон
- Борис Цымба — Вилли

## Съёмочная группа
- Авторы сценария — Леонид Менакер, Игорь Виноградский
- Режиссёр-постановщик — Леонид Менакер
- Оператор-постановщик — Владимир Ковзель
- Художник-постановщик — Юрий Пугач
- Композитор — Сергей Баневич
- Звукооператор — Оксана Стругина
- Редактор — Е. Печников
- Режиссёр — Анна Тубеншляк
- Оператор — А. Горьков
- Монтаж — Ирина Руденко
- Грим — Вадима Халаимова, Клавдии Малыш
- Костюмы — Диана Манэ
- Камерный хор Ленинградского государственного института культуры им. Н. К. Крупской
  - Дирижёр — Николай Корнев
- Декоратор — З. Ракитянская
- Скульпторы — В. Малахиева, О. Сикорский
- Мастер света — О. Третьяков
- Ассистенты:
  - режиссёра — Н. Седова, Г. Товстых
  - оператора — В. Гусев, С. Охапкин
  - по монтажу — И. Арсеньева
- Директор картины — Владимир Беленький

Фильм снят на плёнке Шосткинского п/о «Свема». Натурные съёмки проходили в Крыму в окрестностях Коктебеля.

## Использованная музыка
- Бах, Иоганн Себастьян. Токката и фуга ре минор (BWV 565).